# Ludvík ze Starhembergu
Ludvík Josef Maxmilián 2. kníže ze Starhembergu (německy Ludwig Josef Maximilian 2. Fürst von Starhemberg; 12. března 1762 Paříž – 2. září 1833 Dürnstein, Dolní Rakousy) byl rakouský šlechtic a diplomat. Od mládí působil v diplomatických službách, během napoleonských válek měl důležitou úlohu jako dlouholetý rakouský vyslanec ve Velké Británii (1793–1810). Vlastnil rozsáhlé statky v Horním a Dolním Rakousku, v důsledku napoleonských válek došlo ale k vysokému zadlužení a následným majetkovým ztrátám. Byl rytířem Řádu zlatého rouna (1802), po otci zdědil titul knížete (1807).

## Životopis

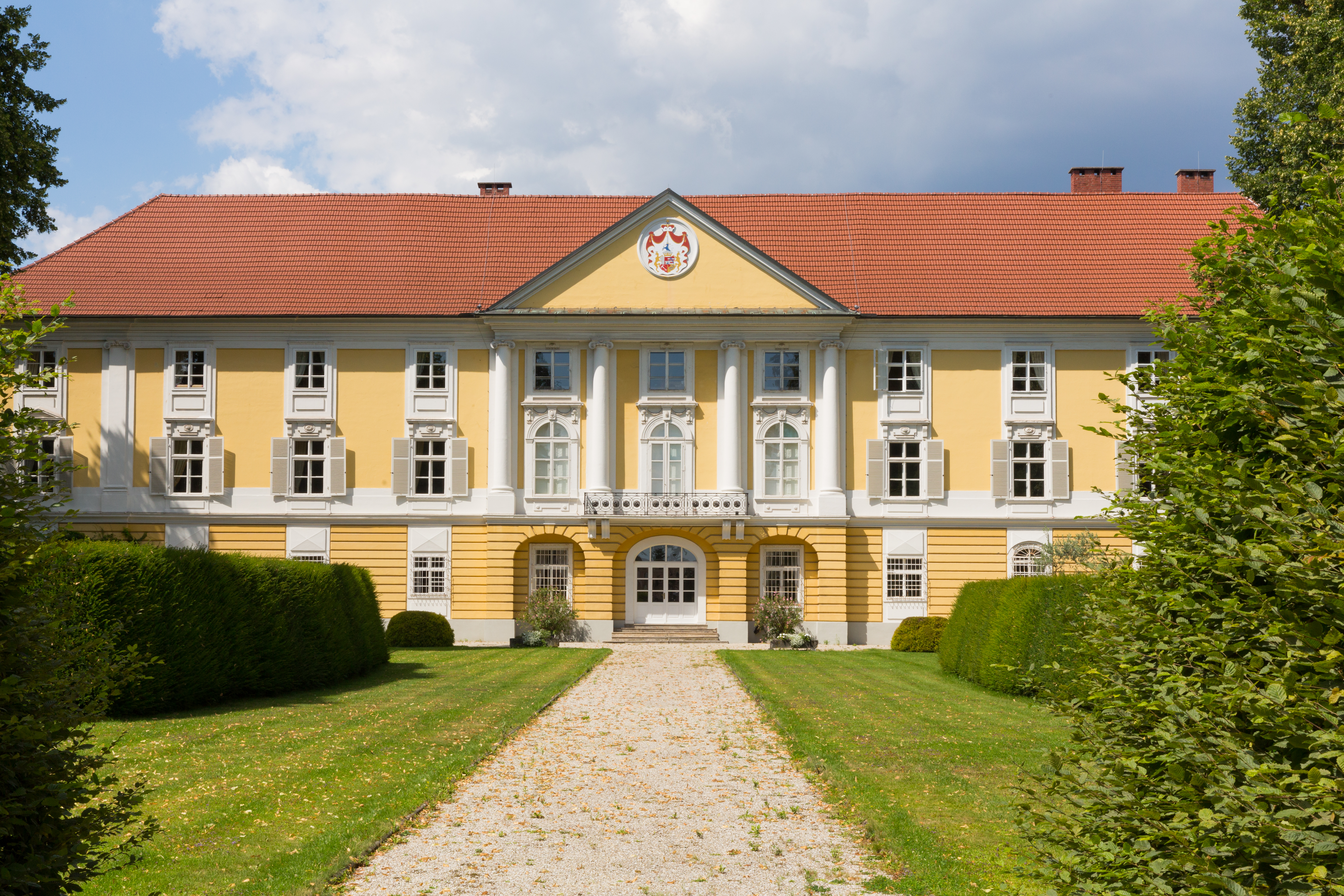
Zámek Starhemberg v Eferdingu (Horní Rakousy)

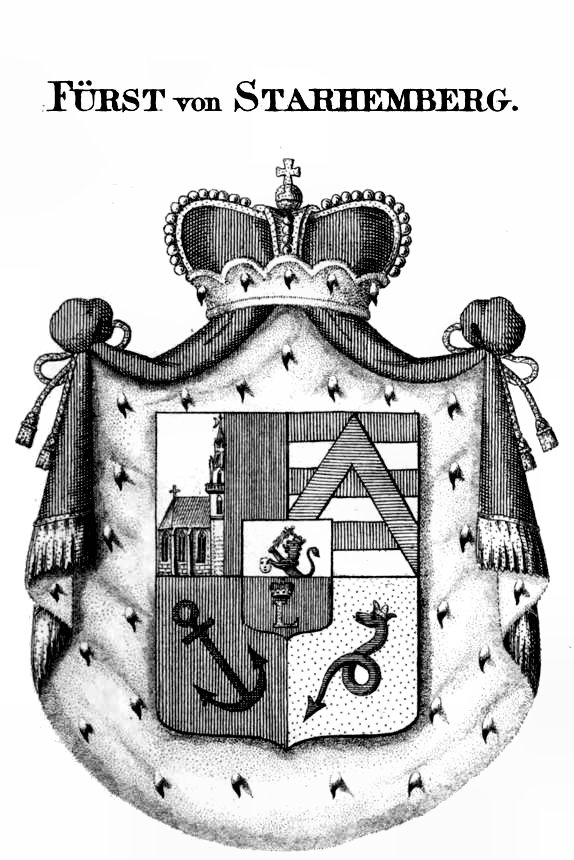
Knížecí erb Starhembergů

Pocházel z významné rakouské rodiny Starhembergů, byl jediným synem diplomata a císařského nejvyššího hofmistra knížete Jiřího Adama ze Starhembergu (1724–1807) a jeho druhé manželky Marie Františky, rozené princezny ze Salm-Salmu (1731–1806). Díky diplomatickým službám svého otce se narodil v Paříži a jeho kmotrem byl francouzský král Ludvík XV. Rané dětství strávil ve Francii, poté pobýval s rodiči ve Vídni a později v Bruselu. Dostalo se mu pečlivého vzdělání, studoval historii, filozofii, matematiku, náboženství a také klasické jazyky (řečtina, latina).
V rodinné tradici vstoupil do diplomatických služeb a svou kariéru zahájil jako mimořádný vyslanec v Petrohradě, kde bylo v roce 1790 jeho úkolem oznámit u dvora Kateřiny II. nástup Leopolda II. na císařský trůn. Poté byl císařským vyslancem v Nizozemí (1791–1793). Sedmnáct let pak strávil ve funkci rakouského vyslance ve Velké Británii, kde bylo jeho dlouhodobým úkolem získat finanční a diplomatickou podporu v napoleonských válkách (1793–1810). Jako vlivná osobnosti protifrancouzské koalice byl trvale sledován Napoleonovou tajnou policií. Jednou se s tajným posláním vydal inkognito do Francie, a když byla jeho identita vyzrazena, na poslední chvíli se mu v ohrožení života a v přestrojení za židovského obchodníka podařilo uprchnout zpět do Anglie. Při tažení do Rakouska v roce 1809 vydal Napoleon osobní příkaz ke zničení starhemberského majetku. Tohoto úkolu proti zažitým pravidlům války se ochotně ujal maršál Masséna. Především na movitém majetku tak došlo u Starhembergů k obrovským ztrátám.

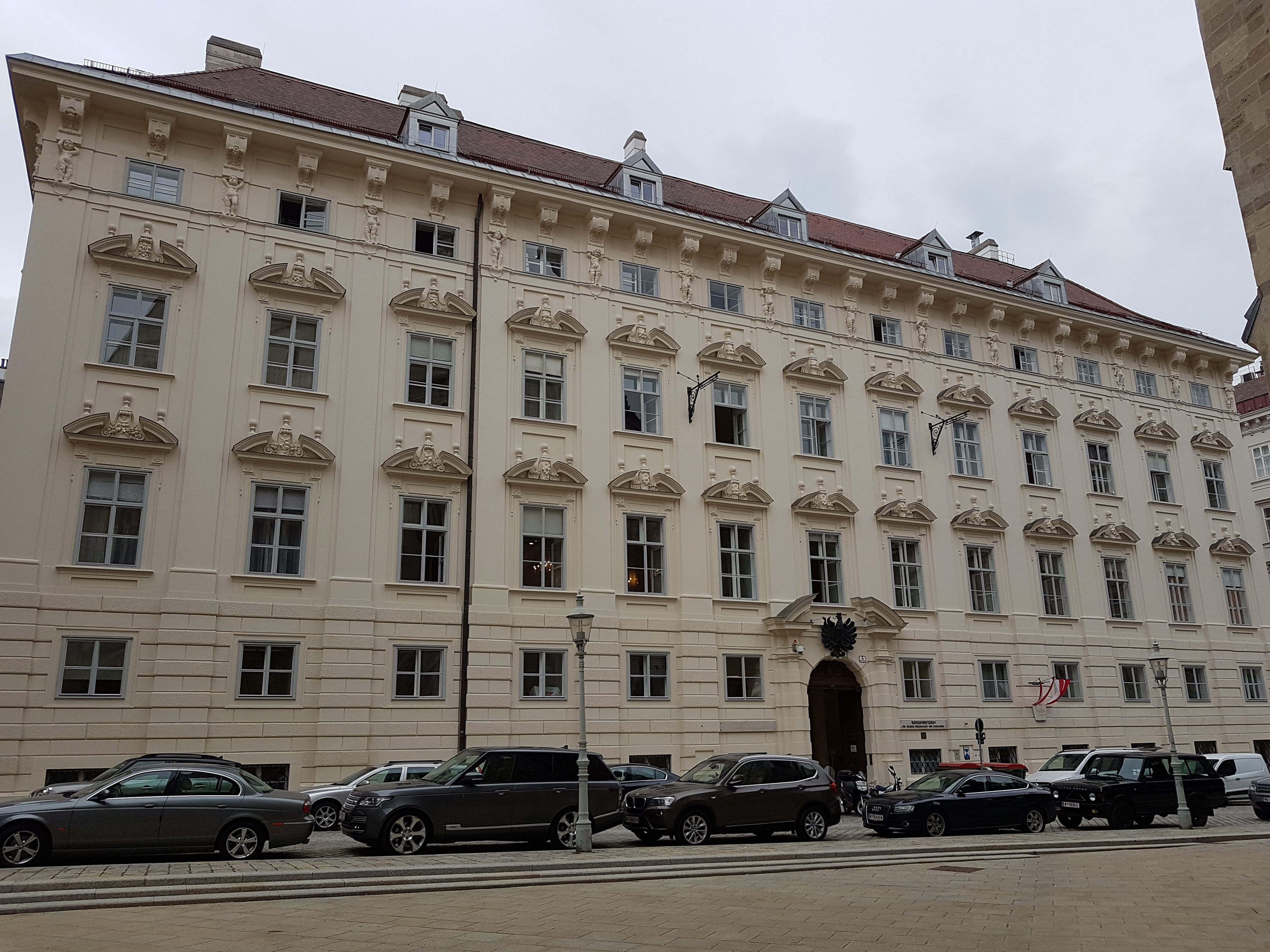
Starhemberský palác ve Vídni (prodán 1814)

Po Vídeňském míru z roku 1809 a destrukci rodového majetku průchodem francouzských vojáků rezignoval na funkci vyslance v Británii a v roce 1810 se vrátil do Rakouska. Začal se věnovat správě rodových statků, které spolu s knížecím titulem zdědil po otci v roce 1807. V roce 1815 se bez většího uplatnění vlivu zúčastnil Vídeňského kongresu a v letech 1815–1820 byl rakouským vyslancem v Sardinii. V roce 1820 s ním bylo počítáno pro funkci velvyslance ve Španělsku, kde ale mezitím došlo k revoluci a Starhemberg nabídku odmítl. Vrátil se do Rakouska a od té doby žil v soukromí na svých statcích. Hlavním sídlem byl zámek Starhemberg v Eferdingu v Horních Rakousích, z finančních důvodů ale musel v roce 1814 prodat rodový palác ve Vídni (Minoritenplatz č.p. 5). Venkovskou rezidenci Alterlaa poblíž Vídně přenechal jako exilové sídlo Napoleonovu nejmladšímu bratrovi Jérômovi.
Ludvík Josef ze Starhembergu zemřel náhle během vizitační cesty po rodových panstvích na jednom ze svých sídel v Dürnsteinu 2. září 1833 ve věku 71 let. Od mládí byl císařským komořím, v roce 1797 byl jmenován tajným radou a v roce 1802 obdržel Řád zlatého rouna.

## Rodina
V roce 1781 se na zámku Heverlee oženil s princeznou Marií Luisou Arenbergovou (1764–1835), nejmladší dcerou knížete a císařského polního maršála Karla Raimunda z Arenbergu. Díky tomuto sňatku byl mimo jiné spřízněn s rody Schwarzenbergů a Windischgrätzů. Z jejich manželství pocházelo pět dětí. Dědicem rodového majetku a knížecího titulu byl starší syn Jiří Adam II. (1785–1860). Z dcer se nejstarší Marie Ernestina (1782–1832) provdala za vévodu Bedřicha Beaufort-Spontina (1751–1817), majitele Bečova nad Teplou, další dcera Františka Anna (1787–1864) byla manželkou diplomata hraběte Štěpána Zichyho (1780–1853), rakouského vyslance v Prusku a Rusku.